# Kroatische Pure Partij van Rechten
Kroatische Pure Partij van Rechten (Kroatisch: Hrvatska čista stranka prava, HČSP) is een rechtse politieke partij in Kroatië.
Zij werd in het begin van de jaren negentig van de 20e eeuw opgezet door een dissidente fractie van de Kroatische Partij van Rechten.